# Pudding
Pudding – określenie szeregu luźno ze sobą związanych potraw kuchni brytyjskiej. Nie istnieje ścisła definicja, która obejmowałaby wszystkie te potrawy. Często przyrządzane są z mąki, tłuszczu i jaj, na słodko (np. z dodatkiem owoców) lub słono (nadziewane lub podawane z mięsem), gotowane (w wodzie lub na parze) bądź pieczone i podawane na ciepło jako danie główne, dodatek lub deser. Mianem puddingów określa się także mieszankę mięsa lub podrobów z dodatkami (np. płatkami owsianymi), zawiniętą w jelito czy żołądek i poddaną gotowaniu.
W Stanach Zjednoczonych mianem puddingu określa się desery o kremowej konsystencji, przyrządzane z mleka i spożywane na zimno, zbliżone do budyniu (kisielu mlecznego).
Etymologia słowa pudding: angielskie określenie black pudding (rodzaj kiełbasy) prawdopodobnie pochodzi od francuskiego boudin (rodzaj kiełbasy), od łacińskiego słowa botellus oznaczającego kiełbasę lub jelito cienkie.

Przykłady potraw określanych mianem puddingu
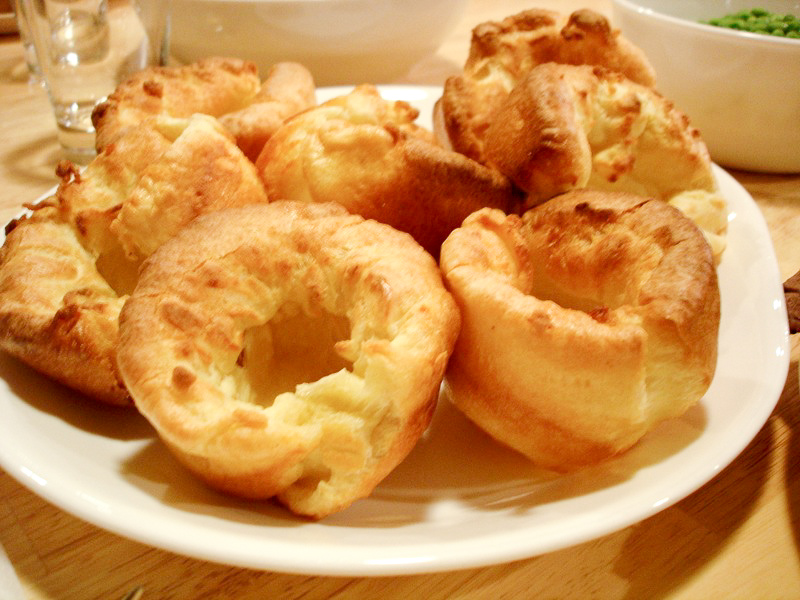
Yorkshire pudding
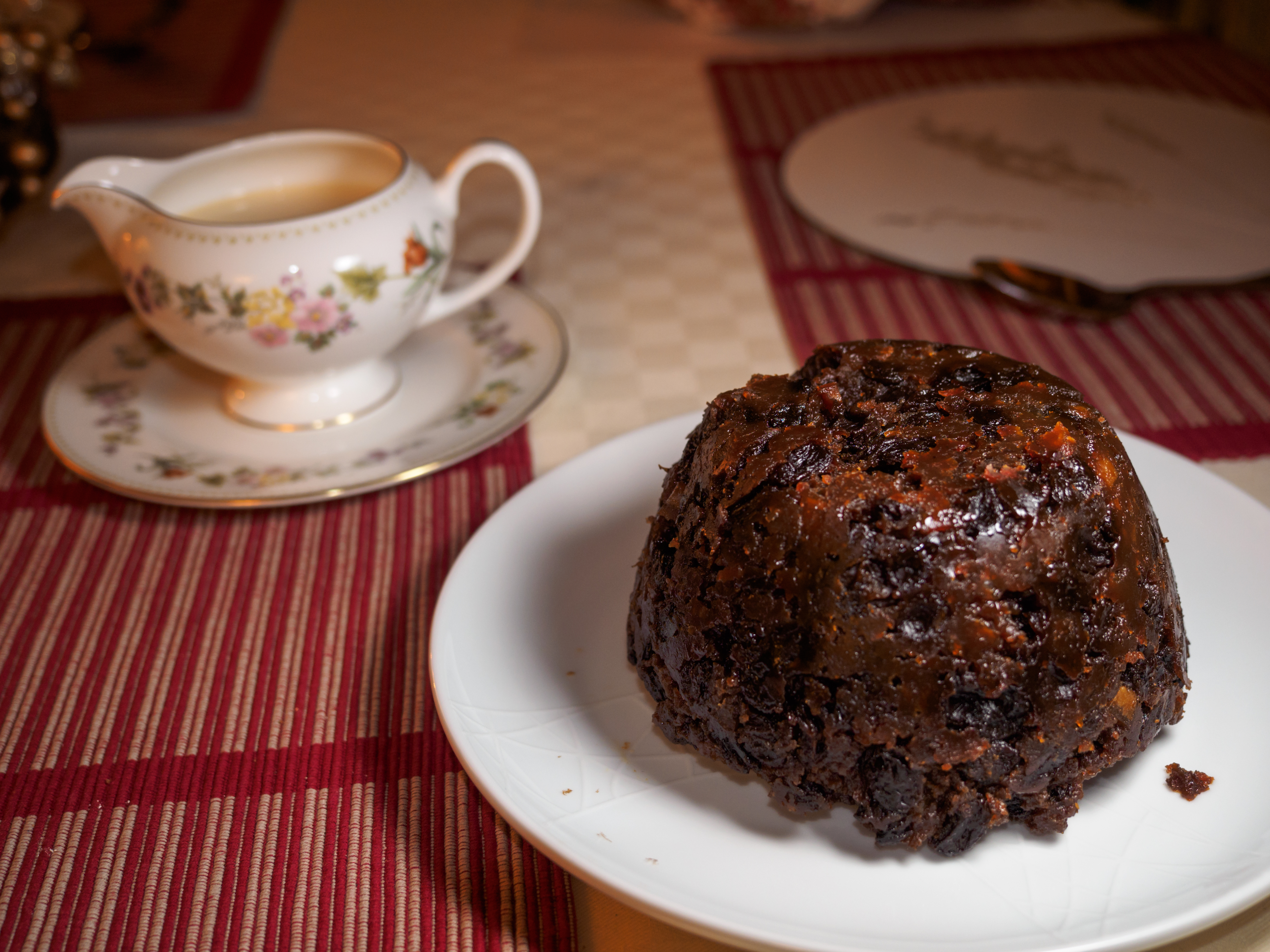
Christmas pudding (plum pudding)
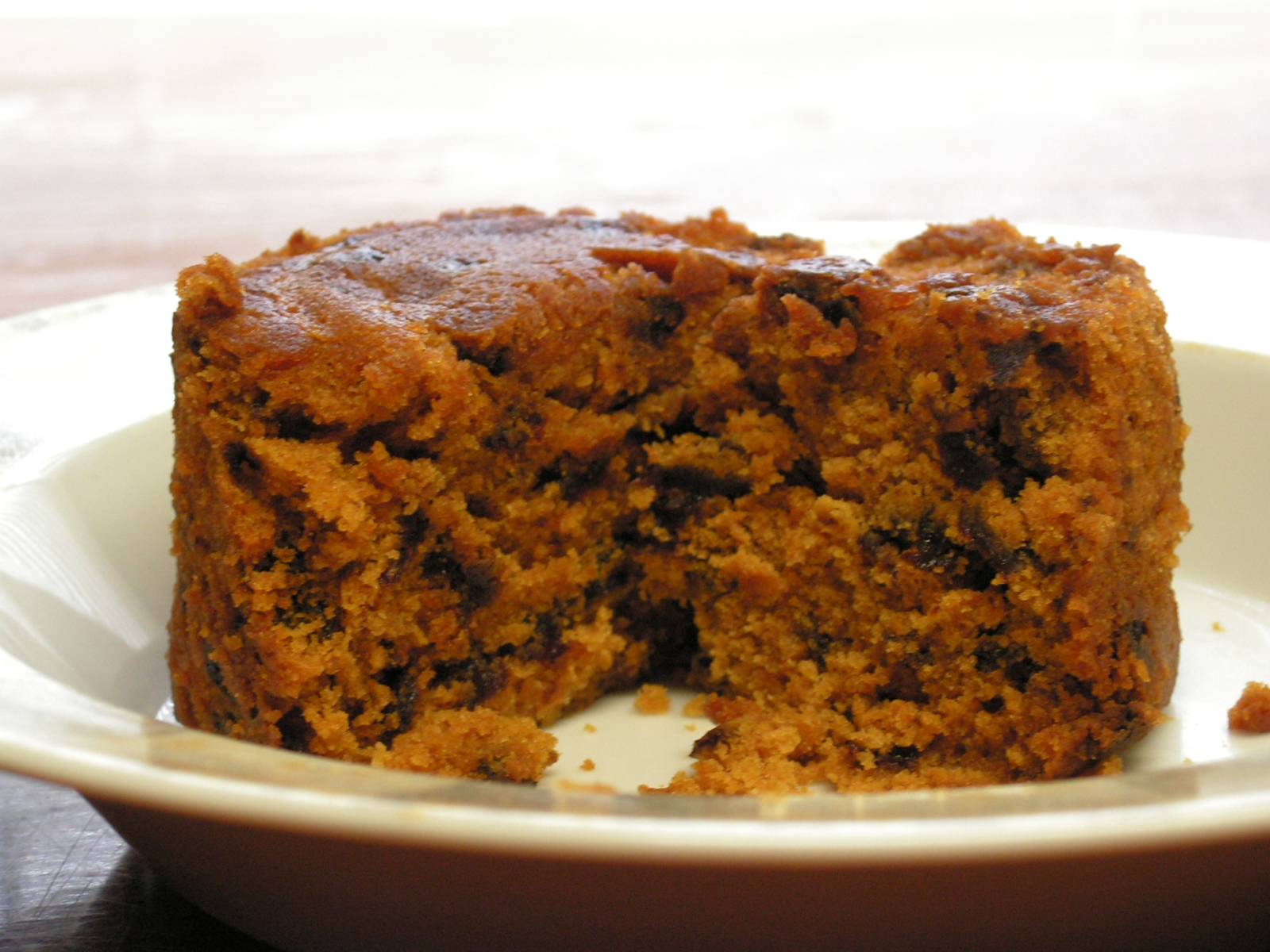
Spotted dick
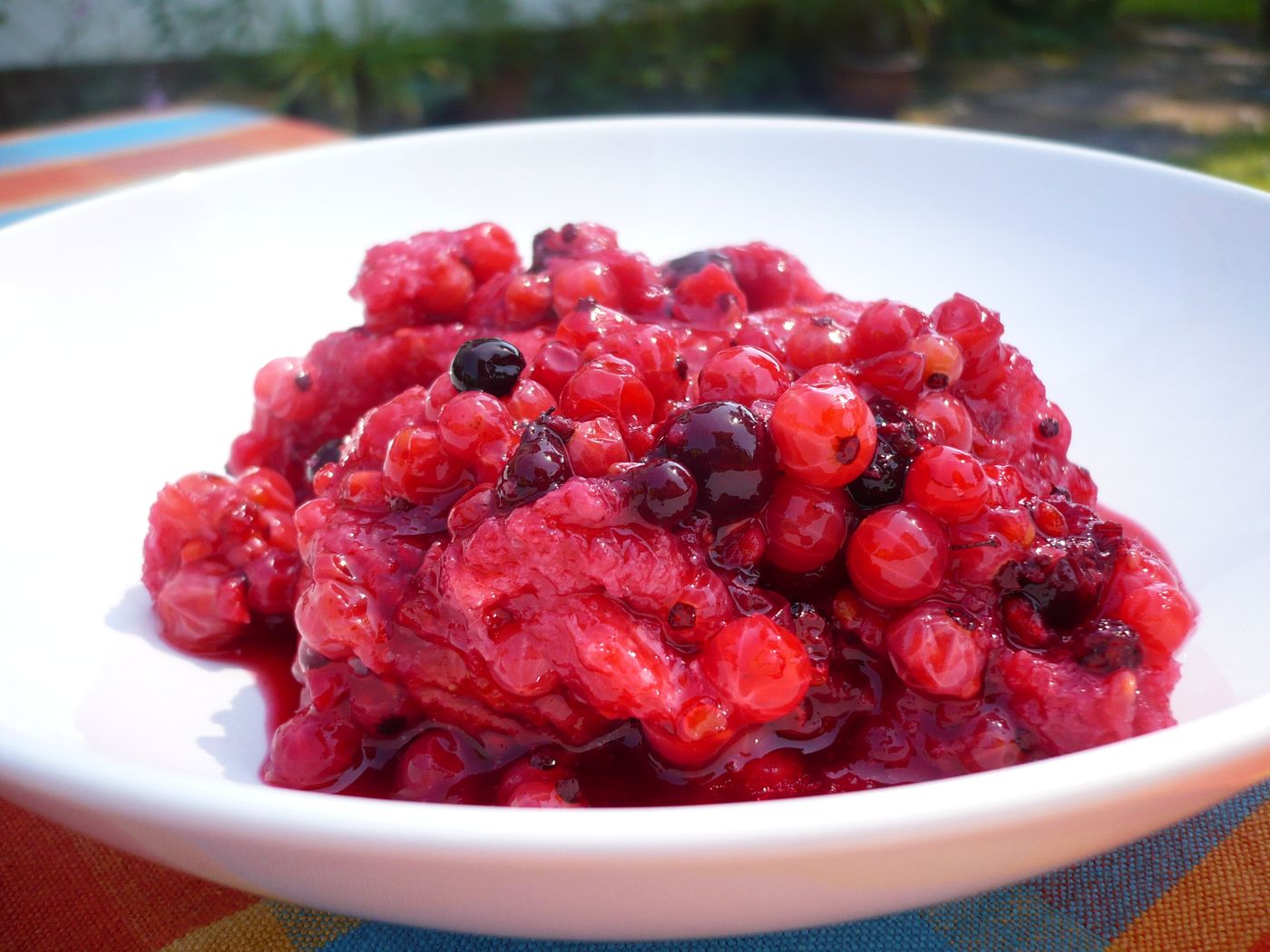
Summer pudding
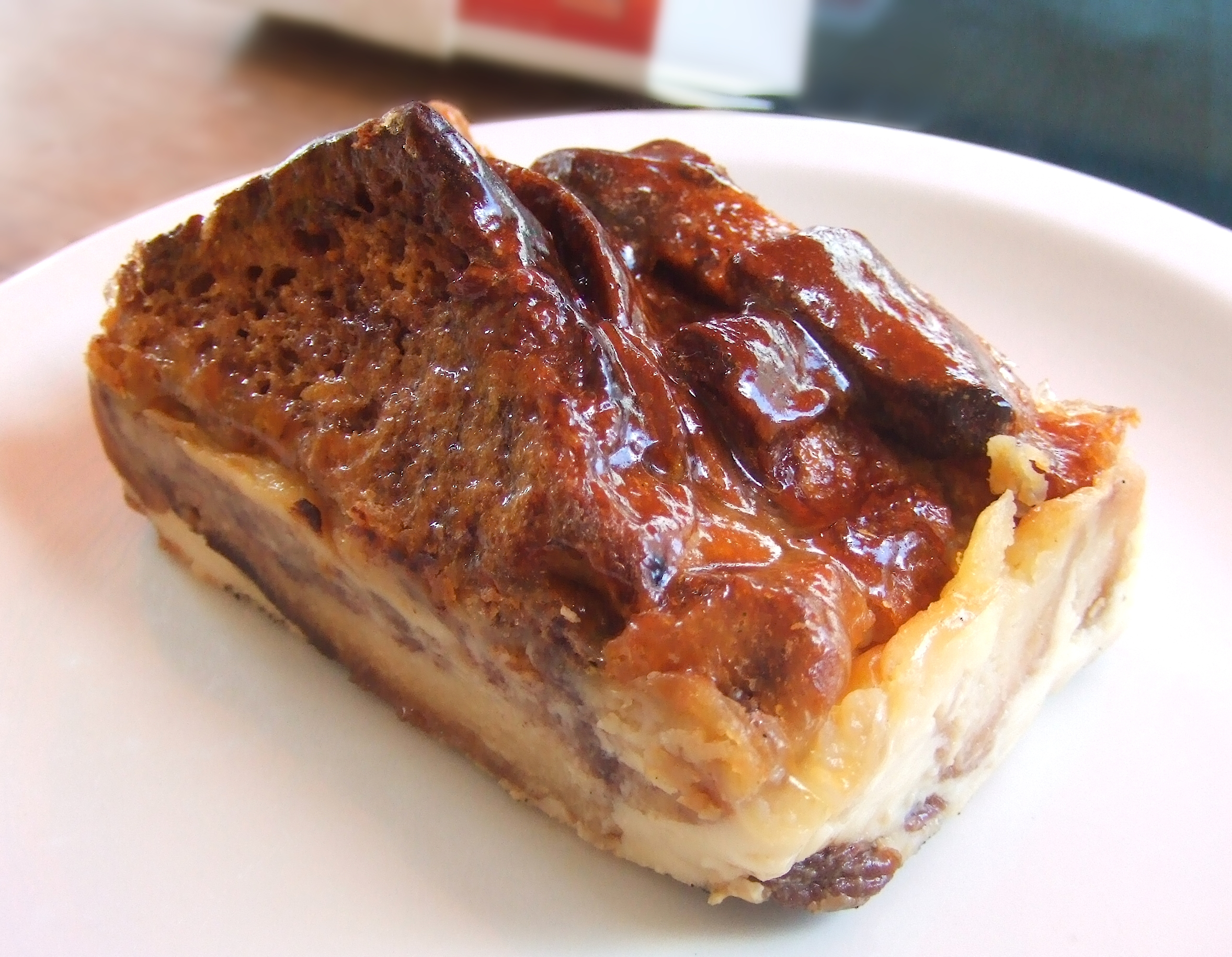
Bread and butter pudding
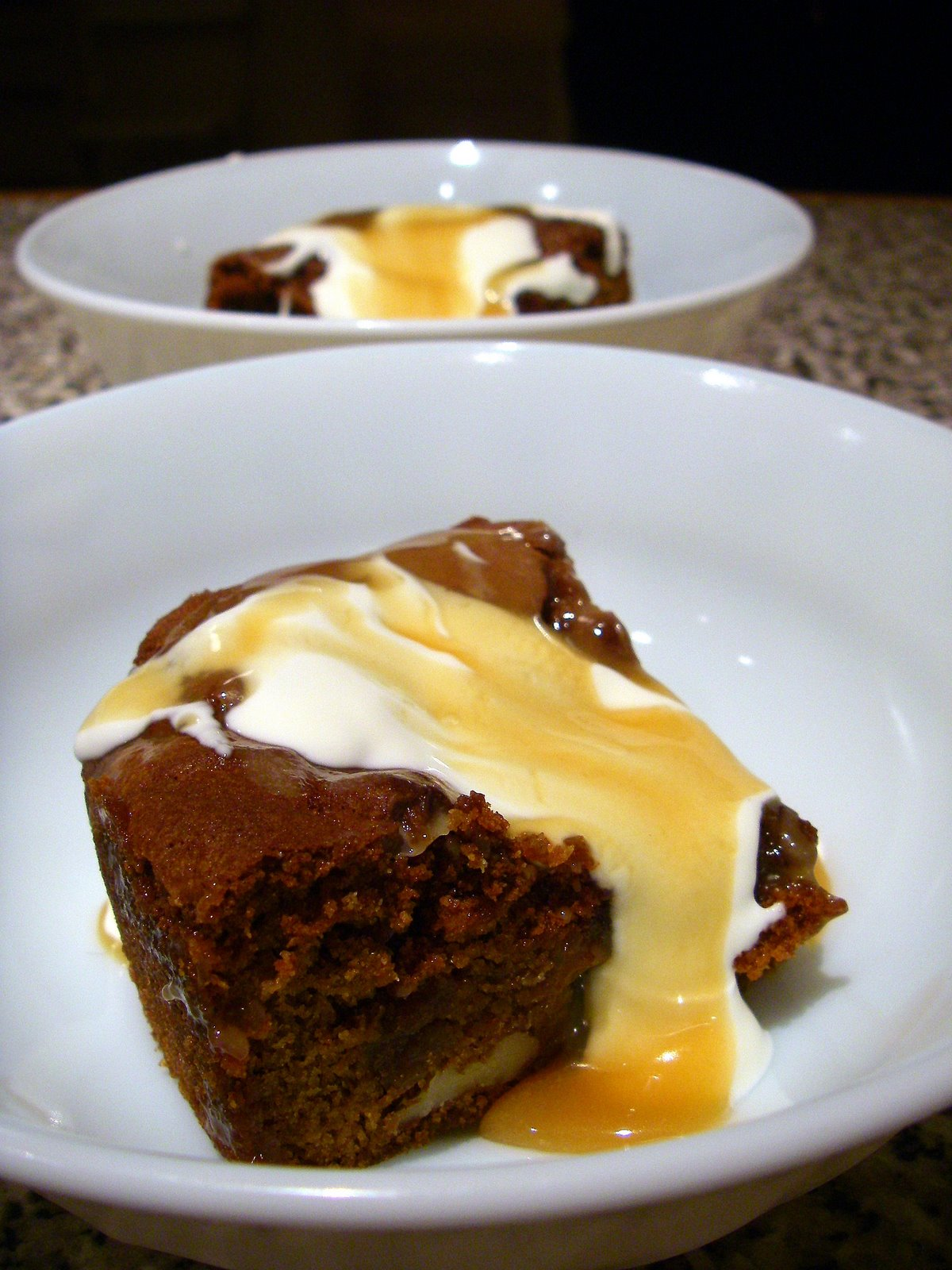
Sticky toffee pudding
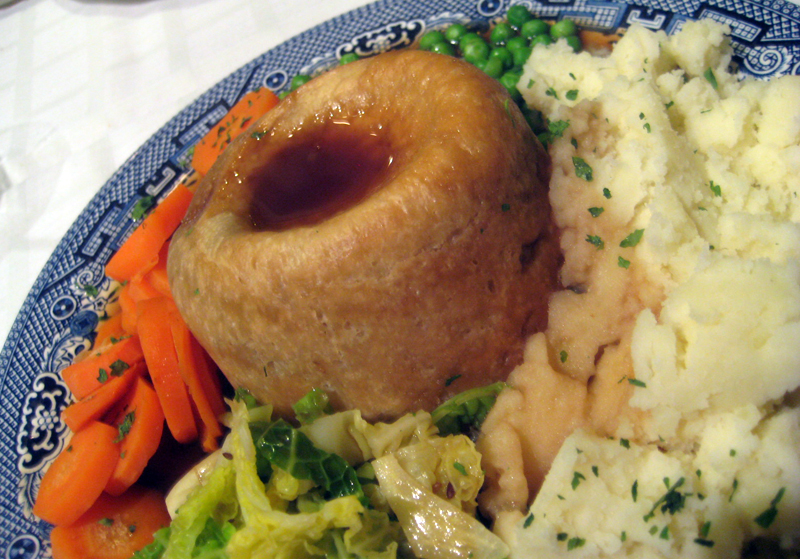
Steak and kidney pudding
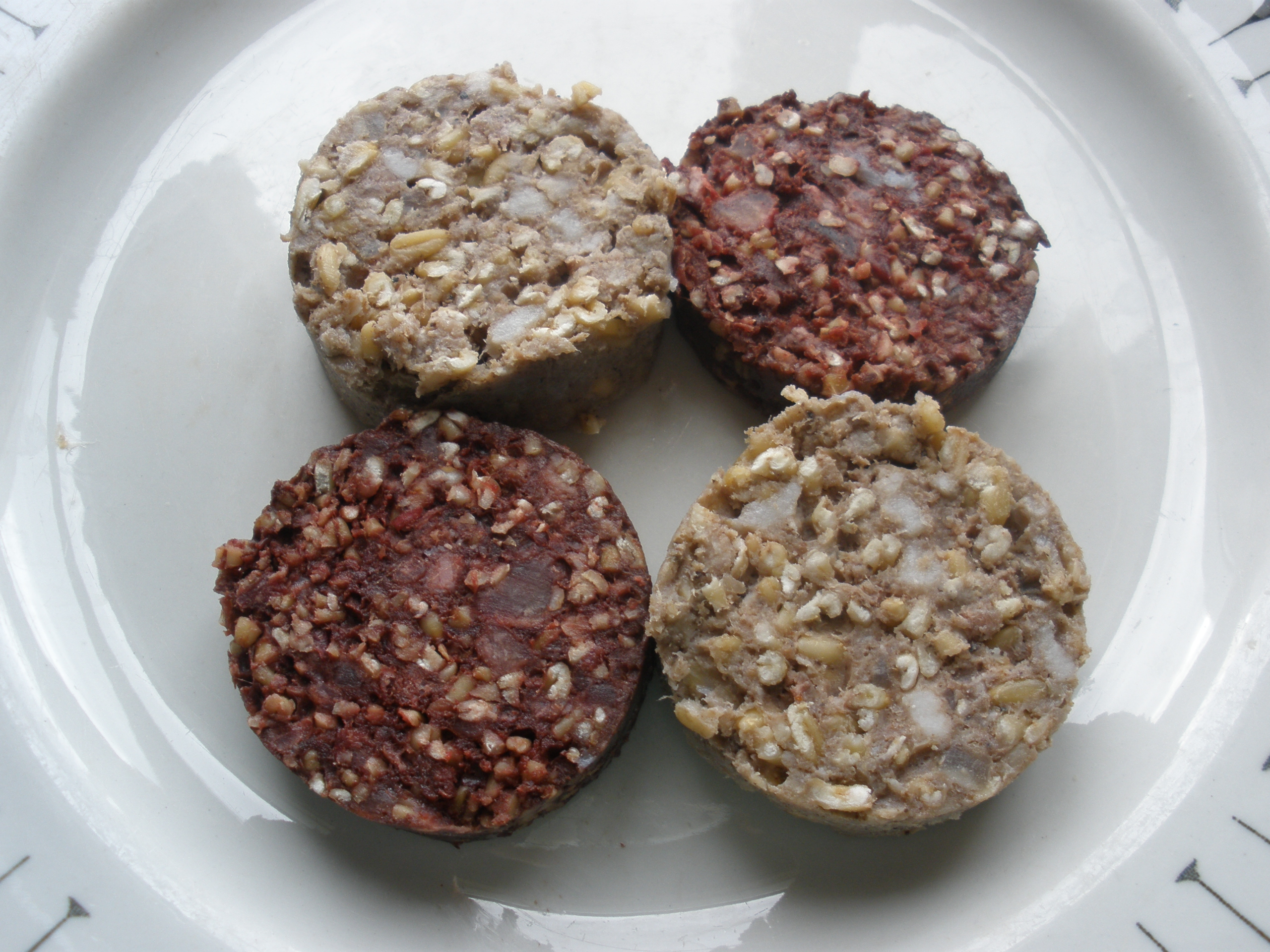
Black pudding i white pudding
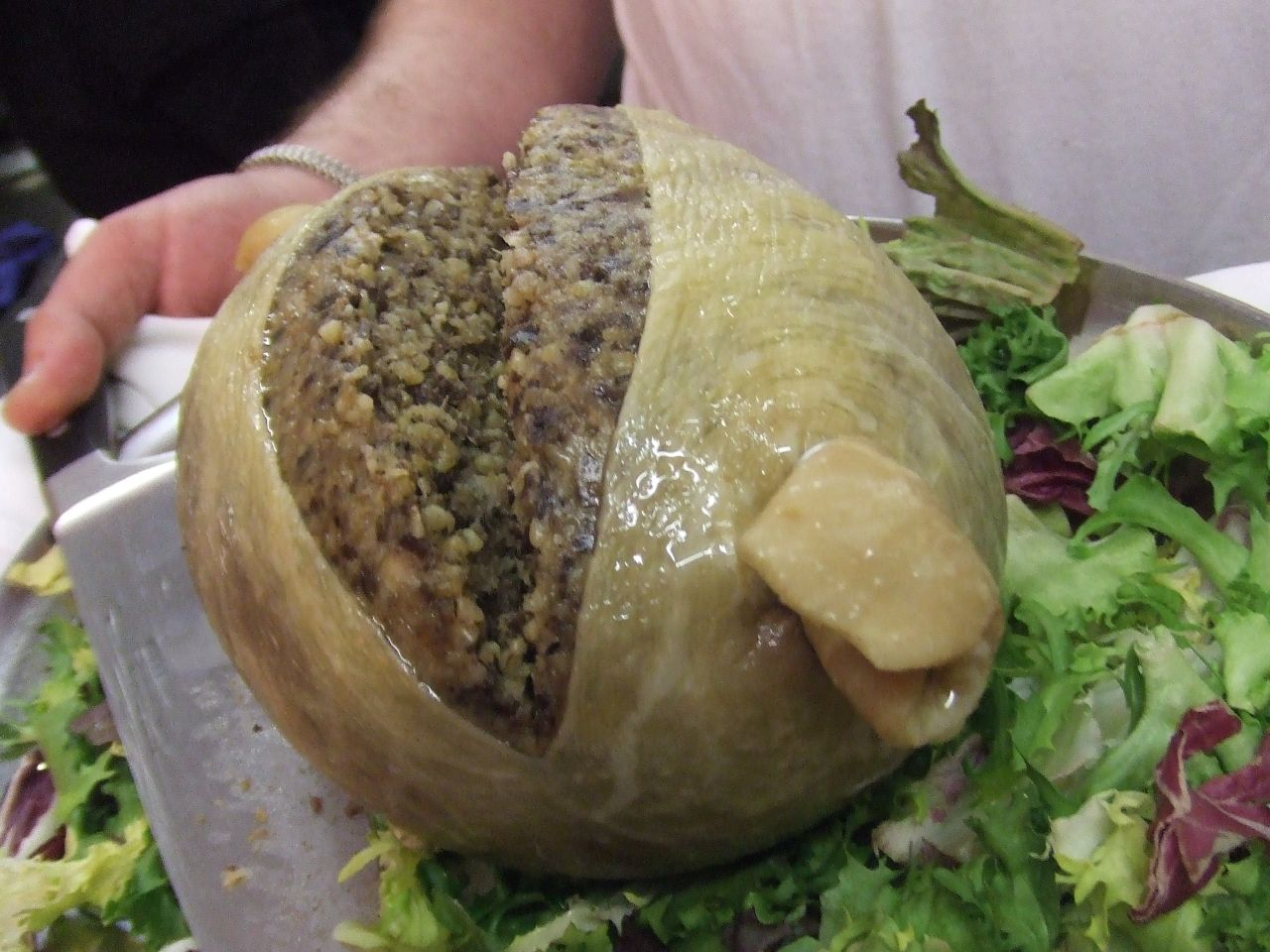
Haggis (kuchnia szkocka)